# Бураново (Болгария)
Бураново (болг. Бураново) — село в Болгарии. Находится в Кюстендилской области, входит в общину Кочериново. Население составляет 148 человек.

## Политическая ситуация
Бураново подчиняется непосредственно общине и не имеет своего кмета.
Кмет (мэр) общины Кочериново — Костадин Петров Катин (коалиция в составе 3 партий: Земледельческий народный союз (ЗНС), Союз демократических сил (СДС), Движение за права и свободы (ДПС)) по результатам выборов.